# Майнассара, Ибрагим Баре
Ибрагим Баре Майнассара (фр. Ibrahim Bare Maïnassara, 9 мая 1949, Маради, Нигер, Французская Западная Африка — 9 апреля 1999, Ниамей, Нигер) — нигерский военный и государственный деятель, президент Нигера с 1996 по 1999 год. Захватил власть в результате военного переворота. На время его президентства пришёлся новый период в истории страны — период Четвёртой республики, связанный с принятием новой Конституции, усиливающей власть президента. Был застрелен военнослужащими президентской гвардии. Точной версии его гибели до сих пор нет.

## Карьера
Ибрагим Баре Майнассара родился 9 мая 1949 года в городе Маради французской колонии Нигер в семье школьного учителя из народа хауса.
Окончил среднюю школу в 1970 году, тогда же поступил в армейское училище в Анцирабе. Год учился в пехотной школе в Монпелье. В 1974 году назначен адъютантом
захватившего власть в стране офицера Сейни Кунче, которому был предан. В 1976 году назначен командиром президентской гвардии, в 1978 году — воздушно-десантного полка.
В 1986 году направлен военным атташе в Париж. В 1987 году занял пост министра здравоохранения в правительстве Али Саибу, возглавившего государство после смерти Кунче. В 1988 году назначен послом во Франции, в 1990 году — в Алжире. В 1992 году стал советником по обороне премьер-министра Амаду Cеифу, в 1993 году назначен начальником генерального штаба, в 1995 году вступил в должность главнокомандующего армией.

## Захват власти
В период президентства Махамана Усмана в республике возник политический кризис. Президент конфликтовал с оппозиционным Национальным собранием из-за кандидатуры на пост премьер-министра. Парламент угрожал запретить президентскую партию, в ответ Усман планировал распустить Национальное собрание. Продолжался спор президента и премьер-министра Хама Амаду из-за нечёткого разграничения властных полномочий.
Кризис сопровождали экономический спад и забастовки работников бюджетных организаций из-за низких зарплат. Население теряло доверие к власти из-за неспособности президента, премьер-министра и правительства согласовать годовой бюджет.
27 января 1996 года заговорщики во главе с Майнассарой совершили переворот. Военные взяли под контроль президентский дворец и здание правительства, арестовали Усмана, Амаду и бывшего главу кабинета министров Махамаду Иссуфу. В перестрелках с верными президенту военными погибли не менее 10 человек.
Власть захватил Совет национального спасения под руководством Майнассары, который оправдывал переворот стремлением положить конец политическому кризису.

## Правление
Хунта приостановила действие конституции, запретила политические партии. Столицу и основные регионы возглавили старшие офицеры.
После переворота Франция, США и ЕС прекратили поставлять помощь. Тогда Майнассара решил вернуться к конституционному правлению: хунта обещала передать власть гражданским лицам.
Заменил распущенный парламент на консультативный Комитет мудрецов, создал Координационный комитет демократического обновления для разработки новой конституции. Оба комитета стали основой для нового законодательного переходного органа — Национального форума демократического обновления, который одобрил проект конституции. 12 мая 1996 года документ вынесли на референдум. Региональные администрации сфальсифицировали итоги голосования: новая Конституция, устанавливающая президентскую республику, была принята. Она положила начало периоду Четвёртой республики в истории Нигера.
Неоднократно обещал не баллотироваться на выборах президента, но выставил свою кандидатуру. Поместил четырёх соперников под домашний арест и подавил демонстрации недовольной оппозиции. Когда по предварительным результатам голосования занял последнее место, заменил членов Независимой национальной избирательной комиссии на сторонников. Победил на выборах — набрал 52,2 % голосов. После голосования в стране несколько месяцев шли массовые протесты.
В ответ на фальсификации на президентских выборах оппозиция бойкотировала выборы в парламент в сентябре 1996 года, где большинство мест занял пропрезидентский Нигерийский союз за республику и демократию.
Будучи мусульманином, совершил умру в Саудовской Аравии. Развивал государственную систему медресе, запретил ношение юбок и ограничил продажу противозачаточных средств.
Подписал с МВФ и Всемирным банком соглашение о приватизации полугосударственных структур и сокращении чиновничьего аппарата. Возобновил дипломатические отношения с КНР.
За период президентства пережил ряд покушений, подавил несколько армейских мятежей. Майнассару критиковали за репрессии.
В августе 1998 года заключил с оппозицией соглашение: доступ к государственным СМИ будут иметь все кандидаты на выборах, правительство не будет финансировать кампанию правящей партии за счёт бюджетных средств. 7 февраля 1999 года оппозиционные Фронт за восстановление и защиту демократии и Альянс демократических и общественных сил победили на выборах в местные органы власти. Верховный суд аннулировал итоги выборов в почти половине муниципалитетов и назначил новое голосование. В стране начались беспорядки, звучали призывы к отставке Майнассары.

## Убийство
9 апреля 1999 года застрелен военнослужащими президентской гвардии на взлётно-посадочной полосе аэропорта Ниамея.
Существуют разные версии произошедшего. Согласно заявлению полиции, президент стал жертвой оппозиционно настроенных солдат. Премьер-министр Ибрагим Ассан Маяки назвал гибель президента «трагическим несчастным случаем», заявил о роспуске парламента, запрете на политическую деятельность и формировании правительства национального единства. К власти пришёл Совет национального примирения, который назначил главой государства командира президентской гвардии Дауда Маллам Ванке. Газета The Washington Post со ссылкой на военные источники сообщала, что именно Ванке отдал приказ убить президента. Позднее офицер заявил, что военные планировали арестовать Майнассару, солдаты открыли огонь из-за попытки президента сбежать. Новая Конституция амнистировала участников переворота. Режим запугивал тех, кто требовал расследовать убийство президента.
Семья Майнассары пыталась судиться с государством, однако местные суды отклоняли жалобы под предлогом амнистирования участников убийства. В 2015 году суд ЭКОВАС постановил, что «право президента Ибрагима Баре Майнассары на жизнь было нарушено», и обязал нигерское государство выплатить семье убитого президента 450 млн франков КФА.